# Az ének iskolája (harmadik évfolyam)
Az ének iskolája című televíziós énekes tehetséggondozó harmadik évadja 2015. április 5-én vette kezdetét a TV2-n. Az első két évad házigazdája, Friderikusz Sándor egy 2014. június 24-i nyilatkozatában bejelentette hogy a harmadik széria műsorvezetését már nem vállalja. Az új műsorvezető Ördög Nóra lett. A zsűriben is változás történt: a harmadik évadban Király Viktor már nem volt zsűritag, helyét Molnár Ferenc „Caramel” vette át.
A 2014-es Rising Star negyedik adásában jelentették be, hogy 2015-ben ismét elindul Az ének iskolája. A jelentkezés 2014. november 16-án kezdődött meg.
Az évad tíz részes volt, vasárnaponként sugározta a TV2, 19:00-es kezdéssel. A döntő 2015. június 7-én került adásba, ahol a harmadik évad győztese Juhos Zsófi lett.

## Tanulók
Tanáronként négyen-négyen, tehát összesen 16 tanuló szerepel a műsorban.
| Hajós András       | Szulák Andrea | Caramel          | Szandi             |
| ------------------ | ------------- | ---------------- | ------------------ |
| Lentulay Krisztián | Gyuris Luca   | Varga Norbi      | Horváth Alexandra  |
| Kovács Niki        | Nagy Juli     | Janca Áron       | Sárközi Roland     |
| Váradi Robi        | Juhos Zsófi   | Győrfi Dzsenifer | Kornis Anna        |
| Németh Dávid       | Varga Dávid   | Nagy Bogi        | De Re Attila Luigi |

## Összesített eredmények
| – Hajós András tanulói  |
| – Szulák Andrea tanulói |
| – Caramel tanulói       |
| – Szandi tanulói        |

| – A tanuló osztályelső az adásban   |
| – A tanuló 2. helyezett az adásban  |
| – A tanuló 3. helyezett az adásban  |
| – A tanuló nem szerepelt az adásban |

| Tanuló             | 1. adás (április 5.) | 2. adás (április 12.) | 3. adás (április 19.) | 4. adás (április 26.) | 5. adás (május 3.) | 6. adás (május 10.) | 7. adás (május 17.) | 8. adás (május 24.) | 9. adás (május 31.)          | 10. adás (június 7.)         |
| ------------------ | -------------------- | --------------------- | --------------------- | --------------------- | ------------------ | ------------------- | ------------------- | ------------------- | ---------------------------- | ---------------------------- |
| Juhos Zsófi        | Felvették            |                       |                       | 1.                    | —                  |                     | 2.                  | Továbbjutott        | TOP 3                        | Győztes                      |
| Horváth Alexandra  | Felvették            |                       | 1.                    |                       | 1.                 | —                   |                     | Továbbjutott        | TOP 3                        | 2.                           |
| Lentulay Krisztián | Felvették            |                       | —                     |                       | 3.                 | —                   |                     | Továbbjutott        | TOP 3                        | 2.                           |
| Nagy Bogi          |                      | Felvették             |                       | 2.                    | 2.                 | —                   |                     | Továbbjutott        | —                            | 2.                           |
| Váradi Robi        |                      | Felvették             |                       | —                     | —                  |                     | 1.                  | Továbbjutott        | —                            | 2.                           |
| Győrfi Dzsenifer   |                      | Felvették             | 2.                    |                       | —                  |                     | 3.                  | Továbbjutott        | —                            | 2.                           |
| Varga Dávid        |                      | Felvették             | —                     |                       | 2.                 | 3.                  |                     | Továbbjutott        | —                            | 2.                           |
| Varga Norbi        | Felvették            |                       |                       | 2.                    | 2.                 | 2.                  |                     | Továbbjutott        | —                            | 2.                           |
| Gyuris Luca        | Felvették            |                       |                       | 3.                    | —                  | 1.                  |                     | Nem jutott tovább   | Nem jutott be a középdöntőbe | Nem jutott be a középdöntőbe |
| Janca Áron         | Felvették            |                       | 3.                    |                       | —                  | —                   |                     | Nem jutott tovább   | Nem jutott be a középdöntőbe | Nem jutott be a középdöntőbe |
| Kovács Niki        |                      | Felvették             | —                     |                       | —                  |                     | —                   | Nem jutott tovább   | Nem jutott be a középdöntőbe | Nem jutott be a középdöntőbe |
| Kornis Anna        |                      | Felvették             |                       | —                     | —                  |                     | —                   | Nem jutott tovább   | Nem jutott be a középdöntőbe | Nem jutott be a középdöntőbe |
| Nagy Juli          | Felvették            |                       | —                     |                       | —                  | —                   |                     | Nem jutott tovább   | Nem jutott be a középdöntőbe | Nem jutott be a középdöntőbe |
| Sárközi Roland     | Felvették            |                       | —                     |                       | —                  |                     | —                   | Nem jutott tovább   | Nem jutott be a középdöntőbe | Nem jutott be a középdöntőbe |
| Németh Dávid       |                      | Felvették             |                       | —                     | —                  |                     | —                   | Nem jutott tovább   | Nem jutott be a középdöntőbe | Nem jutott be a középdöntőbe |
| De Re Attila Luigi |                      | Felvették             |                       | —                     | —                  |                     | —                   | Nem jutott tovább   | Nem jutott be a középdöntőbe | Nem jutott be a középdöntőbe |

## Adások
| # | Tanuló             | Dal                   |
| - | ------------------ | --------------------- |
| 1 | Lentulay Krisztián | Vidéki sanzon         |
| 2 | Gyuris Luca        | Fly Me to The Moon    |
| 3 | Varga Norbi        | Ha legközelebb látlak |
| 4 | Nagy Juli          | Szívemben bomba van   |
| 5 | Horváth Alexandra  | I'm Alive             |
| 6 | Sárközi Roland     | Hazafelé              |
| 7 | Juhos Zsófi        | Gost                  |
| 8 | Janca Áron         | Let Her Go            |

| # | Tanuló             | Dal                    |
| - | ------------------ | ---------------------- |
| 1 | Kornis Anna        | Just Give Me a Reason  |
| 2 | Varga Dávid        | Everything             |
| 3 | Győrfi Dzsenifer   | Szerelmes csillagok    |
| 4 | De Re Attila Luigi | When I Find Love Again |
| 5 | Kovács Niki        | Wherever I Go          |
| 6 | Váradi Robi        | A csitári hegyek alatt |
| 7 | Nagy Bogi          | White Flag             |
| 8 | Németh Dávid       | Szabadság vándorai     |

A felvételik során csak azokat a gyerekeket mutatták be, akik bekerültek a műsorba.

### 3. adás (április 19.)
| # | Tanuló             | Dal                                | Érdemjegy    | Érdemjegy     | Érdemjegy | Érdemjegy | Eredmény     |
| # | Tanuló             | Dal                                | Hajós András | Szulák Andrea | Caramel   | Szandi    | Eredmény     |
| - | ------------------ | ---------------------------------- | ------------ | ------------- | --------- | --------- | ------------ |
| 1 | Kovács Niki        | Shake It Off                       | 5            | 4/5           | 4/5       | 4/5       | —            |
| 2 | Sárközi Roland     | Azért vannak a jóbarátok           | 4/5          | 4             | 4/5       | 5         | —            |
| 3 | Janca Áron         | All of Me                          | 5            | 5             | 5         | 5         | 3. helyezett |
| 4 | Nagy Juli          | Don't Speak                        | 4            | 5             | 4         | 4/5       | —            |
| 5 | Varga Dávid        | This Love                          | 5            | 4/5           | 5         | 4         | —            |
| 6 | Győrfi Dzsenifer   | With Or Without You / Tavaszi szél | 4/5          | 4/5           | 5*        | 4/5       | 2. helyezett |
| 7 | Lentulay Krisztián | Régi csibészek                     | 5            | 5             | 5         | 5         | —            |
| 8 | Horváth Alexandra  | Élj pont úgy                       | 5*           | 5*            | 5*        | 5*        | Osztályelső  |

Jutalomduettként Szandi és Horváth Alexandra énekelte a Born This Way (Lady Gaga) című dalt.

### 4. adás (április 26.)
| # | Tanuló             | Dal                     | Érdemjegy    | Érdemjegy     | Érdemjegy | Érdemjegy | Eredmény     |
| # | Tanuló             | Dal                     | Hajós András | Szulák Andrea | Caramel   | Szandi    | Eredmény     |
| - | ------------------ | ----------------------- | ------------ | ------------- | --------- | --------- | ------------ |
| 1 | Váradi Robi        | Umbala umba             | 5            | 4/5           | 4/5       | 4/5       | —            |
| 2 | Kornis Anna        | All About That Bass     | 4/5          | 4/5           | 5         | 5         | —            |
| 3 | Juhos Zsófi        | Stonger                 | 5*           | 5*            | 5*        | 5*        | Osztályelső  |
| 4 | De Re Attila Luigi | Guarda Come Domdolo     | 5            | 4/5           | 4/5       | 5         | —            |
| 5 | Nagy Bogi          | Never Be The Same Again | 5            | 5             | 5*        | 5         | 2. helyezett |
| 6 | Németh Dávid       | Árva fiú                | 5*           | 5             | 5*        | 5*        | —            |
| 7 | Gyuris Luca        | Kiss Me                 | 5            | 5*            | 5         | 5         | 3. helyezett |
| 8 | Varga Norbi        | Rád gondolok            | 5*           | 5             | 5*        | 5         | 2. helyezett |

Jutalomduettként Szulák Andrea és Juhos Zsófi énekelte az All By Myself (Céline Dion) című dalt.

### 5. adás (május 3.)
| #  | Tanuló             | Dal                         | Érdemjegy    | Érdemjegy     | Érdemjegy | Érdemjegy | Eredmény     |
| #  | Tanuló             | Dal                         | Hajós András | Szulák Andrea | Caramel   | Szandi    | Eredmény     |
| -- | ------------------ | --------------------------- | ------------ | ------------- | --------- | --------- | ------------ |
| 1  | Gyuris Luca        | Love Song                   | 5            | 5*            | 5         | 5         | —            |
| 2  | Janca Áron         | Solo                        | 5            | 5             | 5         | 5*        | —            |
| 3  | Kornis Anna        | Éld át                      | 5            | 5             | 5         | 5*        | —            |
| 4  | Juhos Zsófi        | Chandelier                  | 5*           | 5*            | 5         | 5         | —            |
| 5  | Váradi Robi        | Köszönöm, hogy vagy nekem   | 5*           | 5             | 5         | 5         | —            |
| 6  | Nagy Bogi          | Voyage Voyage               | 5*           | 5*            | 5*        | 5*        | 2. helyezett |
| 7  | Németh Dávid       | Ébredj velem                | 5*           | 5             | 5*        | 5*        | —            |
| 8  | Kovács Niki        | When You Say Nothing At All | 5*           | 5*            | 5*        | 5*        | —            |
| 9  | Sárközi Roland     | Mama                        | 5            | 5             | 5         | 5*        | —            |
| 10 | Varga Norbi        | Végső vallomás              | 5*           | 5*            | 5*        | 5*        | 2. helyezett |
| 11 | Nagy Juli          | Girls Just Wanna Have Fun   | 5*           | 5*            | 5*        | 5*        | —            |
| 12 | Győrfi Dzsenifer   | Parfüm                      | 5            | 5             | 5*        | 5         | —            |
| 13 | De Re Attila Luigi | The Lazy Song               | 5            | 5             | 4/5       | 5*        | —            |
| 14 | Horváth Alexandra  | The Greatest Love Of All    | 5*           | 5*            | 5*        | 5*        | Osztályelső  |
| 15 | Varga Dávid        | Sway                        | 5*           | 5*            | 5*        | 5*        | 2. helyezett |
| 16 | Lentulay Krisztián | Álmodj királylány           | 5*           | 5*            | 5*        | 5*        | 3. helyezett |

### 6. adás (május 10.)
| # | Tanuló             | Dal                   | Érdemjegy    | Érdemjegy     | Érdemjegy | Érdemjegy | Eredmény     |
| # | Tanuló             | Dal                   | Hajós András | Szulák Andrea | Caramel   | Szandi    | Eredmény     |
| - | ------------------ | --------------------- | ------------ | ------------- | --------- | --------- | ------------ |
| 1 | Lentulay Krisztián | Szőkével álmodtam     | 5*           | 5*            | 5*        | 5*        | —            |
| 2 | Varga Dávid        | Losing Sleep          | 5*           | 5*            | 5*        | 5*        | 3. helyezett |
| 3 | Horváth Alexandra  | Sorskerék             | 5            | 5             | 5         | 5*        | —            |
| 4 | Kovács Niki        | A Thousand Miles      | 5*           | 5*            | 5         | 5*        | —            |
| 5 | Varga Norbi        | Maria, Maria          | 5*           | 5*            | 5*        | 5*        | 2. helyezett |
| 6 | Nagy Bogi          | Mindhalálig mellettem | 5*           | 5*            | 5*        | 5*        | —            |
| 7 | Sárközi Roland     | Elszáll a gondom      | 5            | 4/5           | 5         | 5         | —            |
| 8 | Gyuris Luca        | Killing Me Softly     | 5*           | 5*            | 5*        | 5*        | Osztályelső  |

Jutalomduettként Szulák Andrea és Gyuris Luca énekelte a Don't Know Why (Norah Jones) című dalt.

### 7. adás (május 17.)
| # | Tanuló             | Dal                         | Érdemjegy    | Érdemjegy     | Érdemjegy | Érdemjegy | Eredmény     |
| # | Tanuló             | Dal                         | Hajós András | Szulák Andrea | Caramel   | Szandi    | Eredmény     |
| - | ------------------ | --------------------------- | ------------ | ------------- | --------- | --------- | ------------ |
| 1 | Nagy Juli          | Rock and Roller             | 5            | 5*            | 5         | 5*        | —            |
| 2 | Győrfi Dzsenifer   | Mire vársz                  | 5*           | 5*            | 5*        | 5*        | 3. helyezett |
| 3 | Janca Áron         | One in a Million            | 5*           | 5*            | 5*        | 5*        | —            |
| 4 | Kornis Anna        | California Gurls            | 5*           | 5             | 5         | 5*        | —            |
| 5 | De Re Attila Luigi | Se Bastasse una Canzone     | 5*           | 5*            | 5*        | 5*        | —            |
| 6 | Juhos Zsófi        | Move in The Right Direction | 5*           | 5*            | 5*        | 5*        | 2. helyezett |
| 7 | Váradi Robi        | Faith                       | 5*           | 5*            | 5*        | 5*        | Osztályelső  |
| 8 | Németh Dávid       | Egy új élmény               | 5*           | 5*            | 5*        | 5*        | —            |

Jutalomduettként Hajós András és Váradi Robi énekelte az I'll be There (Michael Jackson) című dalt.

### 8. adás (május 24.)
A 8. adás az elődöntő volt, az eredmények alapján a legjobb nyolc tanuló jutott tovább a középdöntőbe.
| – | Továbbjutott a középdöntőbe |

| # | Tanulók            | Dal                            | Érdemjegy    | Érdemjegy     | Érdemjegy | Érdemjegy | Eredmény          |
| # | Tanulók            | Dal                            | Hajós András | Szulák Andrea | Caramel   | Szandi    | Eredmény          |
| - | ------------------ | ------------------------------ | ------------ | ------------- | --------- | --------- | ----------------- |
| 1 | Nagy Bogi          | Mizu                           | 5            | 5             | 5*        | 5*        | Továbbjutott      |
| 1 | Váradi Robi        | Mizu                           | 5            | 5             | 5*        | 5*        | Továbbjutott      |
| 2 | Kornis Anna        | Egyedül                        | 5            | 5             | 5*        | 5*        | Nem jutott tovább |
| 2 | Sárközi Roland     | Egyedül                        | 5            | 5*            | 5*        | 5*        | Nem jutott tovább |
| 3 | Győrfi Dzsenifer   | Something Stupid               | 5*           | 5*            | 5*        | 5*        | Továbbjutott      |
| 3 | Varga Dávid        | Something Stupid               | 5*           | 5*            | 5*        | 5*        | Továbbjutott      |
| 4 | Gyuris Luca        | Especially For You             | 5            | 5             | 5         | 5         | Nem jutott tovább |
| 4 | Janca Áron         | Especially For You             | 5            | 5             | 5         | 5         | Nem jutott tovább |
| 5 | Nagy Juli          | Gyere kislány, gyere           | 5*           | 5*            | 5*        | 5*        | Nem jutott tovább |
| 5 | Lentulay Krisztián | Gyere kislány, gyere           | 5            | 5*            | 5*        | 5*        | Továbbjutott      |
| 6 | Horváth Alexandra  | Could I Have This Kiss Forever | 5*           | 5             | 5*        | 5*        | Továbbjutott      |
| 6 | Varga Norbi        | Could I Have This Kiss Forever | 5            | 5             | 5         | 5         | Továbbjutott      |
| 7 | Kovács Niki        | Megtalállak még                | 5            | 5             | 5         | 5         | Nem jutott tovább |
| 7 | De Re Attila Luigi | Megtalállak még                | 4            | 4/5           | 4/5       | 4/5       | Nem jutott tovább |
| 8 | Juhos Zsófi        | I Dreamed a Dream              | 5            | 5*            | 5*        | 5*        | Továbbjutott      |
| 8 | Németh Dávid       | I Dreamed a Dream              | 4/5          | 5             | 5         | 5         | Nem jutott tovább |

### 9. adás (május 31.)
A 9. adás a döntő első fordulója volt,  ahol a tanulók egyik fele szólóprodukcióval, a másik fele Az ének iskolája második évfolyamának egyik diákjával alkotott duettel lépett színpadra.
| – | A TOP 3-ban végzett tanulók |

- Közös produkció: A harmadik évfolyam tanulói – Ha zene szól (Viva Comet AllStars)

| #  | Tanuló(k)                              | Dal                        | Érdemjegy          | Érdemjegy          | Érdemjegy          | Érdemjegy          | Eredmény           |
| #  | Tanuló(k)                              | Dal                        | Hajós András       | Szulák Andrea      | Caramel            | Szandi             | Eredmény           |
| -- | -------------------------------------- | -------------------------- | ------------------ | ------------------ | ------------------ | ------------------ | ------------------ |
| 1  | Váradi Robi és Radics Jani             | The Man                    | 5*                 | 5*                 | 5*                 | 5*                 | —                  |
| 2  | Nagy Bogi                              | Van az a pillanat          | 5*                 | 5*                 | 5*                 | 5                  | —                  |
| 3  | Juhos Zsófi és Sztojka Vanessza        | Proud Mary                 | 5*                 | 5*                 | 5*                 | 5*                 | TOP 3              |
| 4  | Varga Dávid és Berki Artúr             | Shame                      | 5*                 | 5*                 | 5*                 | 5*                 | —                  |
| 5  | Gyuris Luca, Nagy Juli és Németh Dávid | Hajnalban még a Nap is más | Nincs osztályozás! | Nincs osztályozás! | Nincs osztályozás! | Nincs osztályozás! | Nincs osztályozás! |
| 6  | Lentulay Krisztián                     | Neked írom a dalt          | 5*                 | 5*                 | 5*                 | 5*                 | TOP 3              |
| 7  | Győrfi Dzsenifer                       | Twist In My Sobriety       | 5*                 | 5*                 | 5*                 | 5*                 | —                  |
| 8  | Kovács Niki és Janca Áron              | Ez az a perc               | Nincs osztályozás! | Nincs osztályozás! | Nincs osztályozás! | Nincs osztályozás! | Nincs osztályozás! |
| 9  | Varga Norbi és Varga Vivien            | Beneath Your Beautiful     | 5*                 | 5*                 | 5*                 | 5                  | —                  |
| 10 | Horváth Alexandra                      | Power of Love              | 5*                 | 5*                 | 5*                 | 5*                 | TOP 3              |

### 10. adás – döntő  (június 7.)
A 10. adás a döntő második fordulója volt, ahol a tanulók egyik fele szólóprodukcióval, a másik fele egy sztárvendéggel alkotott duettel lépett színpadra.
- Közös produkció: A harmadik évfolyam tanulói – Rólunk szól a dal

| # | Tanuló (duettparner)                              | Dal                            | Érdemjegy          | Érdemjegy          | Érdemjegy          | Érdemjegy          | Eredmény           |
| # | Tanuló (duettparner)                              | Dal                            | Hajós András       | Szulák Andrea      | Caramel            | Szandi             | Eredmény           |
| - | ------------------------------------------------- | ------------------------------ | ------------------ | ------------------ | ------------------ | ------------------ | ------------------ |
| 1 | Győrfi Dzsenifer és Király Viktor                 | Chasing Demons                 | 5*                 | 5*                 | 5*                 | 5*                 | —                  |
| 2 | Váradi Robi                                       | Apám hitte                     | 5*                 | 5*                 | 5*                 | 5*                 | —                  |
| 3 | Horváth Alexandra és Wolf Kati                    | Hus Hush                       | 5*                 | 5*                 | 5*                 | 5*                 | —                  |
| 4 | Varga Dávid                                       | Crazy Little Thing Called Love | 5*                 | 5*                 | 5*                 | 5*                 | —                  |
| 5 | Kornis Anna, Sárközi Roland és De Re Attila Luigi | Holiday                        | Nincs osztályozás! | Nincs osztályozás! | Nincs osztályozás! | Nincs osztályozás! | Nincs osztályozás! |
| 6 | Nagy Bogi és Rácz Gergő                           | Wonderful Life                 | 5*                 | 5*                 | 5*                 | 5*                 | —                  |
| 7 | Varga Norbi                                       | Még nem veszíthetek            | 5*                 | 5*                 | 5*                 | 5*                 | —                  |
| 8 | Lentulay Krisztián és Csonka András               | Ha szombat este táncol         | 5*                 | 5*                 | 5*                 | 5*                 | —                  |
| 9 | Juhos Zsófi                                       | Jöjj még                       | 5*                 | 5*                 | 5*                 | 5*                 | Győztes            |

Az ének iskolája harmadik évfolyamát a 13 éves Juhos Zsófi nyerte.

## Nézettség
A +4-es adatok a teljes lakosságra, a 18–49-es adatok a célközönségre vonatkoznak.
| Epizód       | Vetítés           | Teljes lakosság (+4) | Teljes lakosság (+4) | Teljes lakosság (+4) | Célközönség (18–49) | Célközönség (18–49) | Célközönség (18–49) | Forrás |
| Epizód       | Vetítés           | AMR (fő)             | SHR (%)              | Heti helyezés        | AMR (fő)            | SHR (%)             | Heti helyezés       | Forrás |
| ------------ | ----------------- | -------------------- | -------------------- | -------------------- | ------------------- | ------------------- | ------------------- | ------ |
| 1. felvételi | 2015. április 5.  | 1 193 449            | 26,4                 | 2.                   | 566 693             | 22,8                | 2.                  | [ 4 ]  |
| 2. felvételi | 2015. április 12. | 1 198 693            | 25,8                 | 2.                   | 593 567             | 23,1                | 2.                  | [ 5 ]  |
| 3. adás      | 2015. április 19. | 1 178 515            | 25,2                 | 1.                   | 522 783             | 20,5                | 1.                  | [ 6 ]  |
| 4. adás      | 2015. április 26. | 1 229 401            | 27,1                 | 1.                   | 568 659             | 23,1                | 1.                  | [ 7 ]  |
| 5. adás      | 2015. május 3.    | 1 289 512            | 27,3                 | 1.                   | 581 372             | 22,3                | 1.                  | [ 8 ]  |
| 6. adás      | 2015. május 10.   | 1 263 417            | 27,6                 | 1.                   | 599 408             | 23,9                | 1.                  | [ 9 ]  |
| 7. adás      | 2015. május 17.   | 1 088 588            | 25,4                 | 1.                   | 474 394             | 20,6                | 1.                  | [ 10 ] |
| 8. adás      | 2015. május 24.   | 1 116 249            | 27,5                 | 1.                   | 465 109             | 21,8                | 1.                  | [ 11 ] |
| 9. adás      | 2015. május 31.   | 1 138 989            | 27,3                 | 1.                   | 463 765             | 20,2                | 1.                  | [ 12 ] |
| 10. adás     | 2015. június 7.   | 1 187 455            | 30                   | 1.                   | 468 597             | 21,8                | 1.                  | [ 13 ] |